# Лонгбо-Кангрі
Лонгбо-Кангрі (англ. Lunpo Gangri, Loingbo Kangri) — гора у Східній Азії, в гірській системі Гангдісе (Західні Трансгімалаї), висотою — 7095 метрів. Розташована у Тибетському автономному районі Китайської Народної Республіки.

## Географія
Найвища гора гірської системи Гангдісе, на південному-сході повіту Жонгба, префектури Шигацзе, що на південному-заході Тибетського автономного району, за 305 км на північний-захід від найвищої вершини Землі — Еверест (8848 м).
Абсолютна висота вершини 7095 метрів над рівнем моря (1-ша за абсолютною висотою гора Гангдісе). Відносна висота — 1941 м. За цим показником вершина займає 33-тє місце серед ультра-піків Тибету та Східної Азії та 2-ге серед ультра-піків Західного Тибету. Топографічна ізоляція вершини відносно найближчої вищої гори Гімлунг-Гімал (7126 м), що у гірському хребті Пері-Гімал (Гімалаї), становить 119,11 км. Найвище сідло вершини, по якому вимірюється її відносна висота — 5154 м.

## Історія підкорення
Лонгбо-Кангрі вперше офіційно була підкорена 23 жовтня 1996 року китайським альпіністом Чи Чжин-Чол[уточнити] та двома корейцями Йо Сьок Дже і Бан Юн Іль, через північно-східний хребет.